# Futbol a la República Dominicana
El futbol a la República Dominicana és organitzat per la Federación Dominicana de Fútbol. Administra la selecció de futbol de la República Dominicana i organitza la lliga dominicana de futbol. L'esport més popular al país és el beisbol, seguit de basquetbol i futbol.

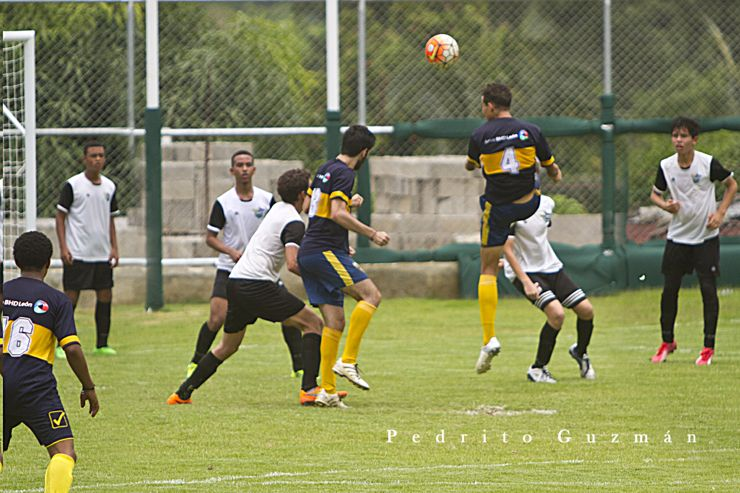
Partit amistós Pantoja vs DownTown.

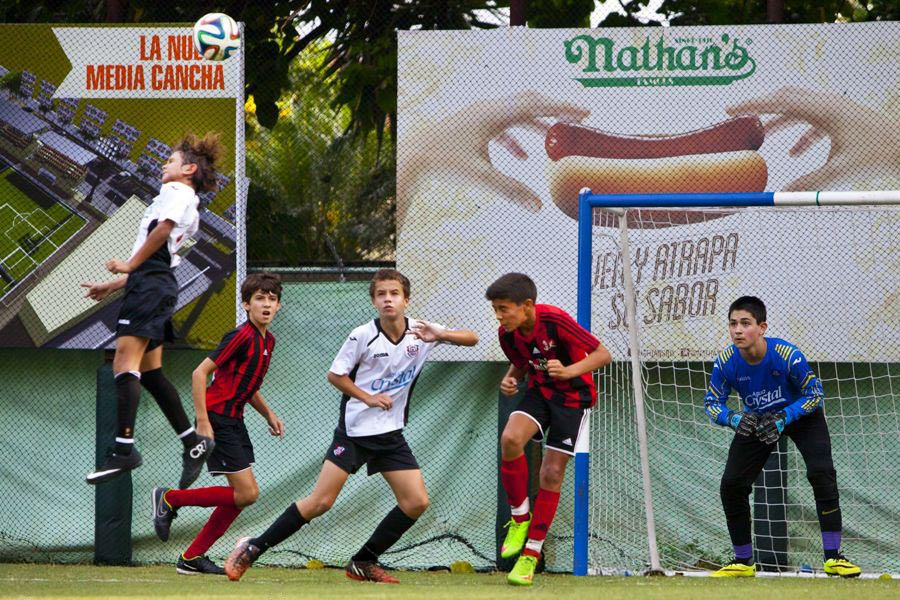
Nois jugant a futbol a Santo Domingo.

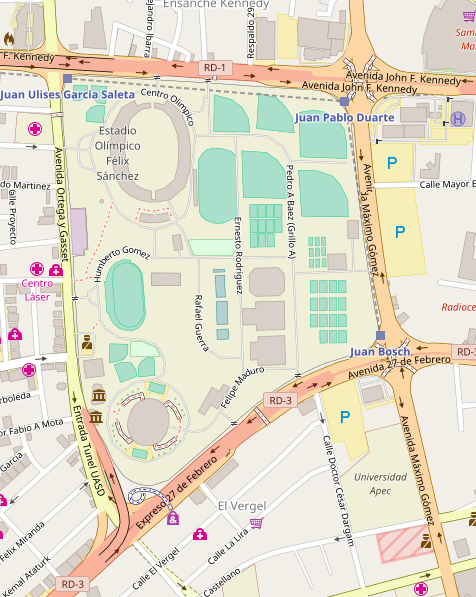
Estadio Olimpico Felix Sánchez.

## Competicions
- Liga Dominicana de Fútbol
- Liga Mayor Dominicana de Fútbol (desapareguda)
- Campionat de la República Dominicana de futbol (desapareguda)
- Copa dominicana de futbol

## Principals clubs
Clubs amb més campionats nacionals a 2019.
- Atlético Pantoja
- Moca Fútbol Club
- Club Barcelona Atlético
- Atlántico Fútbol Club
- Cibao Fútbol Club

## Principals estadis
| # | Estadi                            | Seu                        | Capacitat |
| - | --------------------------------- | -------------------------- | --------- |
| 1 | Estadio Olímpico Félix Sánchez    | Santo Domingo              | 27.000    |
| 2 | Estadio La Barranquita            | Santiago de los Caballeros | 20.000    |
| 3 | Centro Olímpico Juan Pablo Duarte | Santo Domingo              | 15.786    |